# Марија Хоенштауфен
Марија Швапска (1199/1200 — 29. март 1235) била је члан моћне династије немачких владара из династије Хоенштауфен.

## Породица
Марија Хоенштауфен је рођена у Арецу, Тоскана, Италија око 1199/1200. Била је друга ћерка краља Филипа Швапског и краљице Ирине Анђел Византијске. Године 1208, у узрасту од седам година, принцеза Марија је остала сироче неочекиваном смрћу родитеља. Дана 21. јуна, њеног оца је убио војвода Ото VIII Вителсбах, а два месеца касније њена мајка је умрла након што је родила ћерку, која није живела дуже од раног детињства.

## Брак и деца:
Негде пре 22. августа 1215. удала се за Хенрика II, наследника војводства Брабанта (данашња Белгија) и Лотијеа.  Имали су шесторо деце:
- Матилда од Брабанта (14. јун 1224 – 29. септембар 1288), удала се прво за Роберта I од Артоа,[2]  имали су двоје деце, Роберта II од Артоа и Бланшу од Артоа; затим се удала за Гија III, грофа од Сен-Пола, са којим је имала шесторо деце.
- Беатрикс од Брабанта (1225 – 11. новембар 1288), удала се прво за Хенрика Распа, ландгрофа од Тирингије, а затим за Вилијама III од Дампијера.[2] Умрла је без деце.
- Марија од Брабанта (око 1226 – 18. јануар 1256),[2] удата за Лудвига II, војводу од Баварске.[3] Муж јој је одсекао главу због сумње у неверство.[3]
- Маргарета од Брабанта (умрла 14. марта 1277), игуманија манастира Херцогентал.
- Хенрик III, војвода од Брабанта (око 1230 – 28. фебруар 1261), оженио се Аделаидом од Бургундије (око 1233 – 23. октобра 1273), ћерком Хуга IV, војводе од Бургундије, имали су потомство.
- Филип Брабантски, умро је млад.[2]

## Смрт
Марија Хоенштауфен умрла је 29. марта 1235. у Левену, у Брабанту, пет дана пре свог тридесет четвртог рођендана. Мање од шест месеци касније, њен муж је наследио свог оца као војвода од Брабанта и Лотијеа.